# یک جو غیرت
یک جو غیرت فیلمی به کارگردانی و نویسندگی علی آزاد محصول سال ۱۳۵۱ است.

## خلاصه داستان
علی رانندهٔ کامیون است و خواهرش عفت در بیمارستانی در شیراز بستری است..

## بازیگران
- پوری بنایی
- علی آزاد
- کتایون
- کاظم سالکی
- محسن مهدوی
- رحیم روشنیان
- احمد قدکچیان
- محسن آراسته
- حسن رضایی
- حسین شهاب
- علی دهقان
- عباس مهردادیان
- مرتضی حدیقی
- شهرام
- عسگری
- احمد علی‌نژاد
- راد
- مهرنوش